# حصار كرويه (1450)
وقع أول حصار لكرويه في عام 1450 عندما حاصر جيش عثماني قوامه حوالي 100.000 رجل مدينة كرويه الألبانية. شهدت عصبة ليجه، بقيادة إسكندر بك، معنويات منخفضة بعد خسارة سفيتغراد وبيرات بين 1448 و1450. ومع ذلك، فإن تحذيرات سكاندربج ودعم رجال الدين، الذين ادعوا أن لديهم رؤى عن الملائكة والنصر، حفز الألبان على الدفاع عن عاصمة العصبة، كرويه، بأي ثمن. بعد ترك حامية وقائية مكونة من 4000 رجل تحت قيادة الملازم الموثوق به فرانا كونتي (المعروف أيضًا باسم كونت أوراني)، ضايق سكاندربج المعسكرات العثمانية حول كرويه وهاجم قوافل الإمداد لجيش السلطان مراد الثاني. بحلول سبتمبر / أيلول، كان المعسكر العثماني في حالة من الفوضى حيث غرقت الروح المعنوية وتفشى المرض. اعترف الجيش العثماني بأن قلعة كرويه لن تسقط بقوة السلاح، ورفع الحصار وشق طريقه إلى أدرنة. بعد ذلك بوقت قصير، في شتاء 1450-1451، توفي مراد في أدرنة وخلفه ابنه محمد الثاني.